# Fèlix Larrosa i Piqué
Fèlix Larrosa i Piqué (Lleida, 25 de setembre de 1964) és un polític català, militant del Partit dels Socialistes de Catalunya (PSC), paer en cap de Lleida des de 29 d'agost de 2018 fins al 15 de juny de 2019 i de nou paer en cap des de juny de 2023. Va ser diputat al Congrés dels Diputats a la seva novena legislatura.

## Trajectòria
Nascut el 25 de setembre de 1964 a Lleida, és fill de Fèlix Larrosa Gastón, porter de la Unió Esportiva Lleida entre 1954 i 1958. Llicenciat en Dret per la Universitat de Lleida i postgrau del Programa d'Alta Direcció d'ESADE en Direcció i Gestió Turística i funcionari de l'administració local. Director del Cercle d'Economia de Lleida del 1988 al 1990, cap de màrqueting de Fira de Lleida del 1990 al 1993, director gerent de Turisme de Lleida fins a l'any 2007 i conseller delegat de la societat pública CNC S.A. fins al 2007 i des del 2011 fins al 2015.
L'any 2007 fou nomenat director general de Turespaña depenent Ministeri d'Indústria, Turisme i Comerç, càrrec que abandonà en ser elegit diputat per la circumscripció de Lleida a les eleccions generals espanyoles de 2008. En aquest període fou portaveu del Grup Parlamentari Socialista a la Comissió d'Indústria, Turisme i Comerç de l'any 2008 al 2011 i membre de la Comissió d'Afers Exteriors i de Medi Ambient del Congrés dels Diputats. Ha estat conseller de Paradores de Turismo i de Segittur.
Va ser tinent d'alcalde de Turisme i Projecció Exterior, i president de Turisme de Lleida i després de ser reelegit, del juny de 2015 a l'agost de 2018, va ser tinent d'alcalde de l'Hàbitat Urbà i Rural i Sostenibilitat, àrea que ja va dirigir com a tinent d'alcalde de febrer a maig de 2015.
També col·labora com a professor associat a la Facultat de Dret i Economia de la Universitat de Lleida. Des del febrer del 2017 és el primer secretari de l'agrupació de Lleida del PSC. Anteriorment, havia estat membre del secretariat i de la comissió executiva de la Federació del PSC a les comarques de Lleida en tant que secretari de Polítiques Institucionals.
El juny de 2023 rellevà el republicà Miquel Pueyo a la Paeria de Lleida.